# Sentinel Butte (Dakota del Norte)
Sentinel Butte es una ciudad ubicada en el condado de Golden Valley en el estado estadounidense de Dakota del Norte. En el censo de 2010 tenía una población de 56 habitantes y una densidad poblacional de 20,48 personas por km².

## Geografía
Sentinel Butte se encuentra ubicada en las coordenadas 46°55′10″N 103°50′26″O / 46.91944, -103.84056. Según la Oficina del Censo de los Estados Unidos, Sentinel Butte tiene una superficie total de 2.74 km², de la cual 2.69 km² corresponden a tierra firme y (1.52%) 0.04 km² es agua.

## Demografía
Según el censo de 2010, había 56 personas residiendo en Sentinel Butte. La densidad de población era de 20,48 hab./km². De los 56 habitantes, Sentinel Butte estaba compuesto por el 100% blancos, el 0% eran afroamericanos, el 0% eran amerindios, el 0% eran asiáticos, el 0% eran isleños del Pacífico, el 0% eran de otras razas y el 0% pertenecían a dos o más razas. Del total de la población el 0% eran hispanos o latinos de cualquier raza.